# Sport Dili e Benfica
Die Asociação Sport Dili e Benfica ist ein osttimoresischer Sportverein. Er ist in Dili in der Rua do Liceu (Suco Colmera) ansässig.

## Geschichte

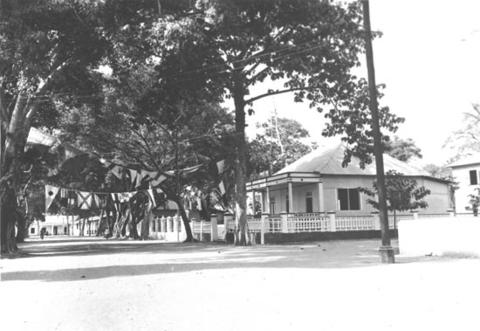
Sitz des Vereins in Dili (1938)

Der Verein wurde am 28. Mai 1938 als Ableger des portugiesischen Vereins Benfica Lissabon gegründet. Die offizielle Registrierung erfolgte am 16. Juli mit der Veröffentlichung im Boletim Oficial da Colónia de Timor, nº 28 – 2º Suplemento. Das erste Vereinsheim entstand an der Avenida Bispo Medeiros. Zunächst trug der Verein den Namen Sport Lisboa e Dilly, doch wollten die Mitglieder die deutliche Verbindung zum portugiesischen Verein, so dass bald im Namen der Zusatz „Benfica“ in Klammern auftauchte. Ende 1955 finden sich schließlich Dokumente, die den Verein „Sport Díli e Benfica“ nennen. Der Sitz lag inzwischen in der Rua Formosa.
Der Verein war jedem zugänglich, unabhängig von der ethnischen Herkunft. Neben Fußball wurde Basketball, Volleyball und Tennis gespielt. 1960 wurde in Anerkennung der Verdienste des Vereins ihm der Status eines „öffentlichen Dienstes“ verliehen. Ende Juli 1964 kam es auf der Rückfahrt von einer Feier auf der Fazenda Algarve zu einem Verkehrsunfall, bei dem zwei Mitglieder der Fußballmannschaft ums Leben kamen. Mit der Invasion durch Indonesien 1975 musste der Betrieb des Vereins eingestellt werden.
1980 reaktivierten einige alte Vereinsmitglieder den Boxclub, dessen Angehörige bald sowohl bei indonesischen, als auch internationalen Wettbewerben antraten. Mit der Krise in Osttimor 1999 wurde der Betrieb wieder bis 2001 eingestellt.
Am 9. Mai 2010 wurde der Verein selbst mit einer Generalversammlung wieder belebt. Unter den Teilnehmern war auch das Altmitglied, ehemaliger Fußballspieler und späterer Politiker Mário Viegas Carrascalão. Weitere anwesende bekannte Altmitglieder waren Óscar Marques, João Soares und João Mendes Gonçalves. Eine neue Satzung wurde erarbeitet und schließlich auf der Hauptversammlung vom 6. Juni, neben der Wahl der Vereinsgremien, verabschiedet.

## Boxen
Bei den Olympischen Spielen 2000 in Sydney trat Benficas Boxer Victor Ramos als unabhängiger Olympiateilnehmer teil. Er durfte die olympischen Fahne in das Stadion tragen. Bei den Südostasienspielen 1997 in Jakarta hatte er bereits die Bronzemedaille gewonnen.
Sportler des Boxclubs waren auch bei den Asienspielen 2002, 2006 und 2010 und bei den Südostasienspielen 2003, 2005, 2007 und 2009 unter den Teilnehmern.

## Fußball

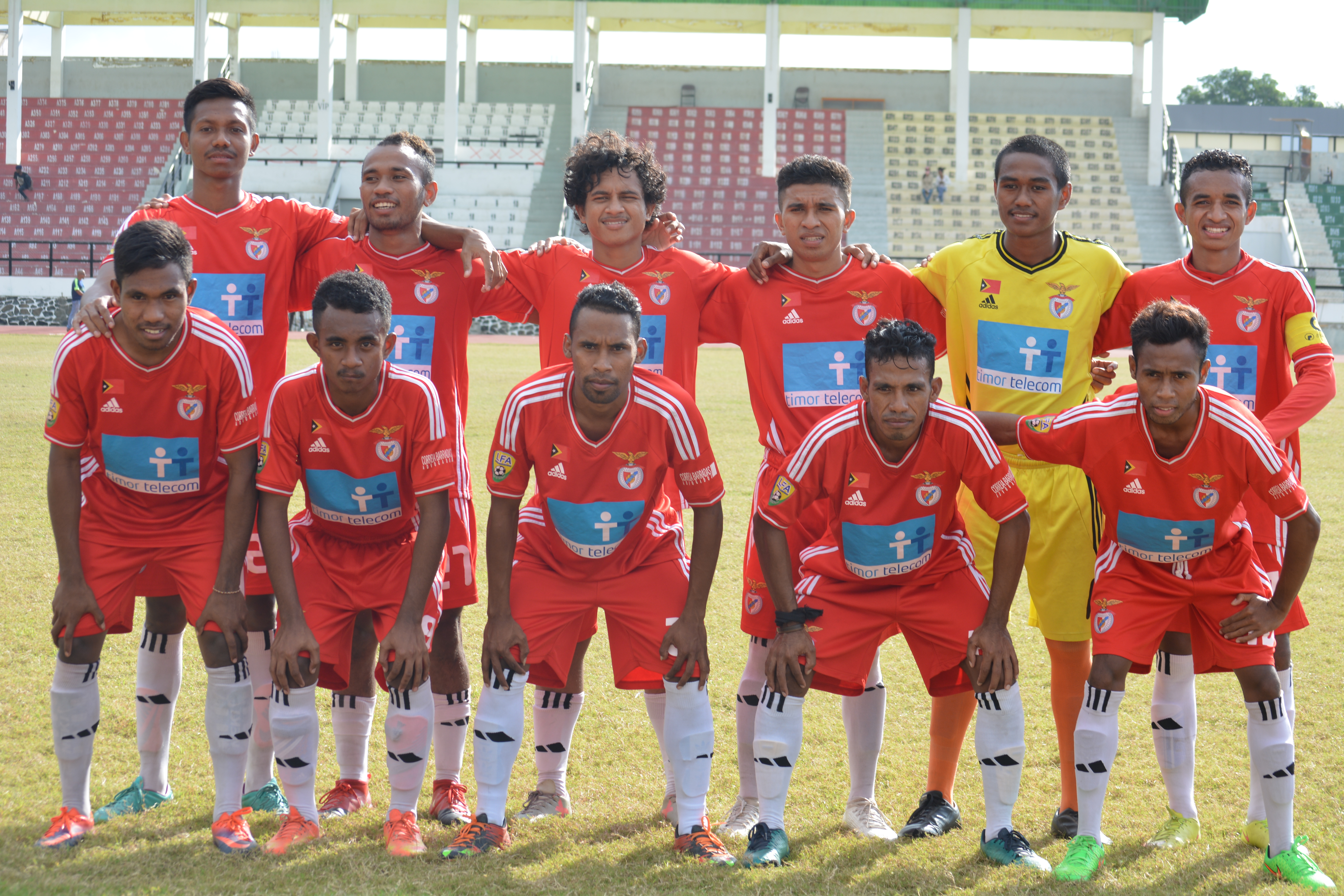
Mannschaft von 2017

2015 erreichte die Mannschaft des Sport Dili e Benfica in der Qualifikationsrunde für die neugegründete LFA Primeira Divisão in der Gruppe D den fünften Platz und verpasste so den Einzug in die höchste Liga ein. In der Spielzeit 2016 landete der Verein auf dem fünften Platz der Gruppe A der LFA Segunda Divisão, so dass er auch in der Saison 2017 zweitklassig war. Hier kam man auf den letzten Platz der Gruppe A und schied damit aus den beiden Ligen der LFA aus.
Am Landespokal Taça 12 de Novembro nahm der SDB zweimal teil. 2016 schied man in der zweiten Runde aus und 2017 in der ersten.

## Weitere Sportarten
Im Verein gibt es neben Boxen und Fußball folgende Sportabteilungen:
- Leichtathletik
- Basketball
- Radfahren
- Futsal
- Rugby
- Tennis
- Tischtennis
- Volleyball

## Sonstiges
Der Verein benutzt eine leichte Abwandlung des Logos von Benfica Lissabon. Auch die Vereinsfarben Rot und Weiß sind von Lissabon übernommen.